# Bertouch
von Bertouch [bærtu] er en slægt, der formentlig fejlagtigt angives at være uradel fra Brabant (slægten Berthout). Slægten stammer med sikkerhed fra Thüringen og er kommet fra Tyskland til Danmark.

## Våben
Våbnet, som det nu føres, er et firdelt skjold, hvis 1. og 4. felt er guld, deri en på grøn jord gående sort bjørn, 2. og 3. felt blåt, deri 3 sølv-roser, på den kronede hjelm en halv opstigende sort bjørn. Den friherrelige linje fører i skjoldet et hjerteskjold med det lehnske våben (se Lehn), på skjoldet to hjelme med det bertouchske og lehnske hjelmtegn, skjoldholdere er to vildmænd.

## Historie
Georg von Bertouch (1668-1743) trådte i dansk tjeneste og avancerede til generalløjtnant. Hans søn, kammerherre, oberstløjtnant Carl Rudolph von Bertouch (1709-1765) fik blandt andre børnene gehejmekonferensråd, kammerherre og dansk resident i Polen, en tid kammerjunker hos dronning Caroline Mathilde, Ernst Albrecht von Bertouch (1745-1815), hvis efterkommere nu lever i Australien, generaladjudant Frederik Ferdinand von Bertouch (1749-1786) og kammerherre, ritmester, daværende kgl. page Frederik Julian Christian von Bertouch til Søholt (1764-1831), som 11. juni 1777 blev naturaliserede som dansk adel.
Sidstnævntes søn, Poul Godske von Bertouch til Lungholm og stamhuset Højbygaard (1796-1831), født i faderens andet ægteskab med baronesse Elisabeth Catharina Lehn (1772-1802), blev ved kgl. resolution af 13. marts 1819 (patent udfærdiget 1. februar 1828) ophøjet i friherrestanden med navnet Bertouch-Lehn, idet stamhuset erigeredes til baroniet Sønderkarle, som blev arvet af kammerherre, hofjægermester, lensbaron Johan Julian Sophus Ernst Bertouch-Lehn (1826-1905) og dernæst dennes søn, hofjægermester, lensbaron Poul Abraham Bertouch-Lehn (1855-1928), som var fader til lensbaron og attaché Poul Johan Bertouch-Lehn (1879-1936), baron Julian Vilhelm Carl Severin Rudolph Joachim Bertouch-Lehn (1886-1961), som emigrerede til Canada og dyrkede landbrug der, og kammerherre, cand.jur., sekondløjtnant, gesandt, baron Rudolph Frederik Carl Adam Bertouch-Lehn (1891-1976), som var fader til kammerherre, hofjægermester, baron Poul Christian baron de Bertouch-Lehn (1922-2012), som var fader til baron Eric Rudolph de Bertouch-Lehn (født 1956), som er fader til baron Nicolas Erik Carl Poul Johan Dmitri de Bertouch-Lehn (født 1986). Baroniet var i mellemtiden blevet afløst 1925, men Lungholm er fortsat gået i arv i slægten.
Ovennævnte kammerherre Frederik Julian Christian von Bertouchs yngre søn, kammerherre, ritmester Ernst Rudolph Bertouch (1808-1869) fik 23. januar 1839 bevilling til at føre titel af friherre for sig og efterkommere.

### I Australien
Kendte medlemmer af slægten i Australien er direktør for Bertouch Galleries Anne von Bertouch (1915-2003) samt netboldspillerne og søstrene Laura von Bertouch (født 1980) og Natalie von Bertouch (født 1982).